# Миллс, Таша
Нарташа Аннетт «Таша» Миллс (англ. NarTausha Annette "Tausha" Mills; род. 29 февраля 1976 года, Даллас, Техас) — американская профессиональная баскетболистка, выступавшая в женской национальной баскетбольной ассоциации. Она была выбрана на драфте ВНБА 2000 года в первом раунде под вторым номером командой «Вашингтон Мистикс». Играла на позиции центровой.

## Ранние годы
Таша Миллс родилась 29 февраля 1976 года в городе Даллас (штат Техас), а училась в соседнем городе Гарленд, где посещала среднюю школу Лейквью Сентенниал, в которой выступала за местную баскетбольную команду.